# Dolce Vita (chanson)
Pour les articles homonymes, voir Dolce vita (homonymie).
Singles de Ryan Paris
Fall in Love
(1984)
Dolce Vita est une chanson du chanteur italien Ryan Paris, parue sur son premier album, Ryan Paris. Elle est écrite par Gazebo, sur une musique de Pierluigi Giombini. C'est le premier single du chanteur, sorti en 1983 chez Discomagic Records.
Chanson phare, Dolce Vita est le plus grand succès de la carrière de Ryan Paris. Le single se classe en tête des classements au cours de l'année 1983 en Argentine, en Belgique (Flandre), au Danemark, en Espagne, en France et aux Pays-Bas et s'est écoulé à plus de 4 millions d'exemplaires à travers le monde.

## Composition
Interviewé pour le livre Europe's Stars of '80s Dance Pop Vol. 2, le compositeur Pierluigi Giombini explique l'évolution de la chanson :

« C'est Gazebo qui m'a suggéré d'écrire une chanson inspirée du titre du célèbre film. [...] J'ai donc commencé à travailler dessus tout de suite, en commençant par la ligne de basse sur le Minimoog, puis j'ai écrit la mélodie par-dessus. Plus tard, Gazebo a écrit les paroles. [J'ai fait l'arrangement en deux jours et j'ai fait les voix et le mixage en trois jours. Les synthés étaient essentiellement les mêmes - Minimoog, OB-8, ARP Odyssey et la boîte à rythmes Oberheim DMX. Nous avons également utilisé nos vraies mains pour la caisse claire. »

Lors d'une interview en 2007, Ryan Paris décrit le contexte de l'enregistrement de la chanson :

« Je suis restée fasciné par les sons et les mélodies de Giombini et je lui ai dit : « Je vais vous apporter une de mes chansons en anglais ». Cette nuit-là, j'ai composé une nouvelle chanson et trois jours plus tard, je l'ai présentée à Giombini qui l'a adorée. Nous avons travaillé deux fois sur ma chanson et un jour Giombini m'a dit : « J'ai écrit une chanson pour toi, mais ce n'est pas une chanson rock ». Lorsque j'ai entendu la chanson, j'ai fait un grand bond en avant parce qu'elle était très belle. »

## Clip vidéo
Le clip vidéo accompagnant la chanson est tourné à Paris. Ryan Paris se trouve notamment près de la statue équestre du maréchal Joffre avec en arrière fond la tour Eiffel, ainsi que sur le quai du Louvre avec en arrière fond le pont Neuf et la statue équestre d'Henri IV.

## Accueil commercial
La chanson connaît le succès, notamment en Europe. Dans le pays d'origine du chanteur, l'Italie, Dolce Vita a atteint la 9e position du hit-parade de Musica e dischi. Au Royaume-Uni, la chanson atteint la 5e place dans le UK Singles Chart. Elle a atteint notamment la deuxième place en Irlande, en Norvège, en Suède et en Autriche et la troisième place en Allemagne de l'Ouest.
En France, elle atteint la 3e place du classement et sera le vingt-septième 45 tours le plus vendu de l'année 1983 avec plus de 600 000 exemplaires vendus.
Aux Pays-Bas, elle atteint la première place du Nederlandse Top 40, du Nationale Hitparade et du TROS Top 50,. En Belgique, elle s'est également classée à la première place dans le prédécesseur de l'Ultratop 50 flamand et dans le Top 30 de la BRT. Dans le classement musical paneuropéen Europarade, Dolce Vita a également atteint la première place.
Le 45 tours s'est vendu à plus de 4 millions d'exemplaires dans le monde,.

## Liste des titres
| A. | Dolce Vita                | 4:28 |
| B. | Dolce Vita (Instrumental) | 4:09 |

| A. | Dolce Vita (Part. I) (Vocal)         | 3:59 |
| B. | Dolce Vita (Part. II) (Instrumental) | 2:48 |

## Crédits
- Ryan Paris – chant
- Gazebo – écriture
- Pierluigi Giombini – écriture, arrangements
- John Bini – producteur

NB : Crédits provenant des notes d'accompagnement du disque.

## Divers
- En France, la chanson est célèbre pour avoir été utilisé dans le film Camping (2006). Elle peut aussi être entendue dans le film Normale, sorti en 2023.
- En 2023, pour le quarantième anniversaire de la chanson, Ryan Paris réenregistre la chanson, ainsi que dans une version en français, italien et allemand[11]. Un clip pour la version française est enregistré au château de Villesavin à Tour-en-Sologne[11].

## Classements et certifications
| Classement (1983–84)                   | Meilleure position |
| -------------------------------------- | ------------------ |
| Afrique du Sud (Springbok Radio)       | 3                  |
| Allemagne de l'Ouest (Media Control)   | 3                  |
| Argentine (Prensario)                  | 1                  |
| Australie (Kent Music Report)          | 85                 |
| Autriche (Ö3 Austria Top 40)           | 2                  |
| Belgique (Flandre Ultratop 50 Singles) | 1                  |
| Danemark (IFPI)                        | 1                  |
| Espagne (AFYVE)                        | 1                  |
| Europe (Europarade)                    | 1                  |
| Finlande (Suomen virallinen lista)     | 4                  |
| France (IFOP)                          | 3                  |
| Irlande (IRMA)                         | 2                  |
| Italie (Musica e dischi)               | 9                  |
| Norvège (VG-lista)                     | 2                  |
| Pays-Bas (Nederlandse Top 40)          | 1                  |
| Pays-Bas (Nationale Hitparade)         | 1                  |
| Royaume-Uni (UK Singles Chart)         | 5                  |
| Suède (Sverigetopplistan)              | 2                  |
| Suisse (Schweizer Hitparade)           | 3                  |

| Classement (1983)                    | Position |
| ------------------------------------ | -------- |
| Allemagne de l'Ouest (Media Control) | 25       |
| Autriche (Ö3 Austria Top 40)         | 20       |
| Belgique (Flandre Ultratop)          | 9        |
| France (SNEP)                        | 27       |
| Pays-Bas (Nederlandse Top 40)        | 19       |
| Pays-Bas (Nationale Hitparade)       | 19       |

## Version de Ben Liebrand
En 1990, la chanson est remixée par le disc jockey et producteur néerlandais Ben Liebrand. Cette version a atteint la 31e position dans le Nederlandse Top 40 et la 26e position dans le Nationale Top 100,.